# Stackhousia
Genre
Classification APG III (2009)
Stackhousia est un genre de plantes à fleurs annuelles et vivaces de la famille des Celastraceae. Il est originaire d'Australie, de Nouvelle-Zélande, de Malaisie et des États fédérés de Micronésie. Le genre a été décrit par James Edward Smith dans les transactions de la Société linnéenne de Londres en 1798.
Il était précédemment placé dans les Stackhousiaceae, mais depuis la classification phylogénétique APG II (2003), ce genre a été classé dans les Celastraceae.

## Liste d'espèces
Selon ITIS :
- Stackhousia intermedia F.M. Bailey

### Autres espèces
- Stackhousia annua W.R.Barker
- Stackhousia aspericocca Schuch.
- Stackhousia clementii Domin
- Stackhousia dielsii Pamp.
- Stackhousia gunnii Hook.f. maintenant Stackhousia subterranea
- Stackhousia huegelii Endl.
- Stackhousia intermedia F.M.Bailey
- Stackhousia megaloptera F.Muell.
- Stackhousia minima Hook.f.
- Stackhousia monogyna Labill.
- Stackhousia muricata Lindl.
- Stackhousia pubescens A.Rich.
- Stackhousia pulvinaris F.Muell.
- Stackhousia scoparia Benth.
- Stackhousia spathulata Sieber ex Spreng.
- Stackhousia subterranea W.R.Barker
- Stackhousia tryonii F.M.Bailey
- Stackhousia umbellata C.A.Gardner & A.S.George
- Stackhousia viminea Sm.